# رود ناکامورا (ائوموری)
رود ناکامورا (به لاتین: Nakamura River) یک رود در ژاپن است که در منطقه توهوکو واقع شده‌است.